# San Cristóbal (Villarino de Conso)
San Cristóbal (llamada oficialmente San Cristovo) es una parroquia y un lugar del municipio español de Villarino de Conso, en la provincia de Orense, Galicia.

## Toponimia
La parroquia también es conocida por el nombre de San Cristobo.

## Organización territorial
La parroquia está formada por una entidad de población:
- San Cristóbal (San Cristobo)(San Cristovo)

## Demografía
Gráfica demográfica del lugar y parroquia de San Cristóbal según el INE español:
| Gráfica de evolución demográfica de San Cristóbal entre 2000 y 2023 |
|                                                                     |
| Datos según el nomenclátor publicado por el INE.                    |